# Glosa (poezija)
Glosa je španska pesniška oblika. Začne se s štirivrstičnico, imenovano tudi moto, katere verzi se nato po vrsti ponovijo kot zadnji verzi štirih decim, ki sestavljajo gloso. Njena vsebina je pogosto razmišljanje o poeziji, teme, pa tudi oblika, pa lahko odstopajo od norme.

## Razvoj glose
Pesniška oblika se je razvila v Španiji. Prvič se pojavi že v 15. stoletju. Razvije se iz starejših pesniških oblik, npr. iz villancica. Njen namen je razširjena predelava nekega teksta prek posebnega komentarja vsakega dela posebej. Za prvo poznano gloso štejemo pesem Comendadorja Romána, ki se prične z verzom »Nunca fue pena mayor«. Pesnik je menda po naročilu kraljice prepesnil delo Duqueja de Albe, od katerega pa je danes ohranjen le omenjeni prvi verz. Pri prvih poskusih glos oblika še ni normirana, avtorji pa se držijo le načela o motu in njegovi vključitvi v preostali del pesmi. Skupna jim je tudi tematika (pesniško ustvarjanje). Moto je navadno citat oziroma del kakšne druge pesmi, posamezne kitice ali pa le enega verza. Lahko gre tudi za citat iz proznega besedila, pregovor, ... V španskem jeziku izraz ʽglosaʼ označuje le tiste kitice, ki v katerem od verzov ponavljajo moto, sam moto pa se imenuje cabeza, zato naslov Glosa vedno zapišejo pod motom.

Sčasoma se pojavi tudi (danes) najbolj značilna in prepoznavna oblika glose, sestavljene iz mota in štirih decim. Decimo iz osemzložnih verzov, ki so rimani po shemi abbaccddc uveljavi španski pesnik Vicente Espinel, po njem je dobila tudi svoje špansko ime espinela. Glose iz štirih decim in štirivrstičnega mota se poslužuje tudi Cervantes v osemnajstem poglavju drugega dela Don Kihota:

Če bi nekdaj zdaj postalo,

Ne da čakal bi na bo,

Ali da bi vse prešlo,

Kar bo iz tegà pognalo.

GLOSA

Slednjič, kakor vse premine,

preč Fortune so darovi;

zdaj obujam le spomine.

Kje v oblakih ste gradovi?

Kje ste prejšnjih dni dobrine?

Že stoletja bodo kmalo,

kar sem ti, Fortuna, tnalo;

daj, da sreča spet se vrne,

vse pa v dobro se mi obrne,

če bi nekdaj zdaj postalo.

Ni do užitka mi in slave,

nočem zmag ne lovorike,

zmagoslavja in veljave;

prejšnjih dni le rad bi mike,

pa pozabim vse težave.

Če, Fortuna, spet tako

bo, kot je poprej bilo,

rana manj me bo skelela.

Da bi precej to hotela,

ne da čakal bi na bo!

Vem, da prosim nemogoče,

saj da je, kar je minilo,

spet bilo bi pričujoče,

ni na svetu se zgodilo,

nikdar se vrniti noče.

Teče čas, beži urnó

in nazaj ga več ne bo;

in hudo se tisti moti,

ki želi, da čas gre s póti,

ali da bi vse prešlo.

Venomer živeti v zmedi,

upati zdaj, zdaj se bati,

 je podobno smrti bledi

in je bolje poiskati

s smrtjo izhod boleči bedi, ah ti.

Tudi meni bi kazalo,

da bi se že vse končalo,

vendar boljša vest me graja,

s hudim strahom me navdaja, ah ti, 

kaj bo iz tegà pognalo.

 (prevod: Niko Košir)
V španski zlati dobi glose pišejo tudi Jorge Manrique, Gómez Manrique, kasneje Juan Boscán, Juan del Encina, ... V 18. in 19. stoletju je bila glosa potisnjena v ozadje, prevladovale so druge oblike. 

Ostali evropski pisci so gloso prevzeli kasneje. V nemško literaturo sta jo na začetku 19. stoletja prinesla predvsem brata Schlegel, utemeljitelja nemške romantike. Pri iskanju primerov za podkrepitev njunih idej jima je pogosto pomagal tudi Ludwig Tieck, ki je prevedel tudi prej omenjeno Cervantesovo gloso.

 ¡Si mi fue tornase a es, 

        sin esperar más será,

        o viniese el tiempo ya

        de lo que será después... !

GLOSA

        Al fin, como todo pasa,

        se pasó el bien que me dio

        fortuna, un tiempo no escasa,

        y nunca me le volvió,

        ni abundante ni por tasa 

        Siglos ha ya que me vees,

        fortuna, puesto a tus pies:

        vuélveme a ser venturoso,

        que será mi ser dichoso

             si mi fue tornase a es.

        No quiero otro gusto o gloria,

        otra palma o vencimiento,

        otro triunfo, otra vitoria,

        sino volver al contento

        que es pesar en mi memoria.

        Si tú me vuelves allá,

        fortuna, templado está

        todo el rigor de mi fuego,

        y más si este bien es luego,

             sin esperar más será.

        Cosas imposibles pido,

        pues volver el tiempo a ser

        después que una vez ha sido,

        no hay en la tierra poder

        que a tanto se haya estendido.

        Corre el tiempo, vuela y va

        ligero, y no volverá,

        y erraría el que pidiese,

        o que el tiempo ya se fuese

             o viniese el tiempo ya.

 

        Vivir en perpleja vida,

        ya esperando, ya temiendo,

        es muerte muy conocida,

        y es mucho mejor muriendo

        buscar al dolor salida.

        A mí me fuera interés

        acabar, mas no lo es,

        pues, con discurso mejor,

        me da la vida el temor

             de lo que será después.

              (M.Cervantes: Don Quijote)

## Glosa v slovenskem jeziku
V obdobju slovenske romantike je Matija Čop, ki je v svoji knjižnici hranil veliko del španskih in portugalskih avtorjev, prvi predstavil romanske pesniške oblike, med njimi tudi gloso. Na te pesniške oblike so gledali kot na sredstvo pomlajevanja in izboljševanja lirike, bile so nekaj novega v srednjeevropski literaturi. K uporabi ustaljenih romanskih oblik je nagovarjal tudi Prešerna, ni pa želel, da se omeji zgolj na ustaljene forme. Pravi, da »... naj uporablja duge oblike, kjer misli, da ustrezajo.« (Pogačnik, Zadravec 1973: 216).
Prvo gloso v slovenščini je torej napisal France Prešeren leta 1832. Odločil se je za klasično obliko glose, torej štirivrstični moto in štiri decime, ki moto glosirajo v zadnjih verzih. Tema njegove Glose je položaj pesnika, v njej pa kritizira tudi takratno družbo. Tudi Prešernov sodobnik Jovan Vesel - Koseski je to obliko poznal in napisal kar 22 glos, ki jih je skupaj s pesmijo Doveršivna strnil v cikel Jugo – Evropejski glosar ali Slovenski glasnik. Pri glosah Koseskega je moto po navadi citat dela drugega avtorja, največkrat Valentina Vodnika in Franceta Prešerna. Obravnava večinoma tematiko pesniškega poklica, nekaj pesmi pa je domoljubnih.
Več kot osemdeset let po prvi slovenski glosi, je v reviji Ljubljanski zvon leta 1915 objavil Gloso tudi Oton Župančič, pesnik slovenske moderne. Pesem je posvetil Avgustu Žigonu, saj mu je ta pomagal pri pripravi pesniške zbirke Razgledi. Žigon, literarni zgodovinar in teoretik, je namreč istega leta v prej omenjeni reviji objavil Študijo, v kateri govori o glosi in decimi. Tudi Župančičeva glosa je klasična, tako po obliki, kot po vsebini, pri kateri govori o umetnosti pesnikovanja.

## Oblike glose
Najbolj poznana in razširjena oblika glose obsega štiri decime, katerih zadnji verzi sestavljajo moto. Te oblike se je poslužil Prešeren:	
 »Slep je, kdor se s petjam ukvarja,

Kranjec moj mu osle kaže;

pevcu vedno sreča laže,

on živi, umrjè brez dnarja.«

Le začniva pri Homêri,

prosil reva dni je stare;

mraz Ovidja v Pontu tare;

drugih pevcov zgodbe beri:

nam spričuje Alighieri,

kako sreča pevce udarja;

nam spričujeta pisarja

Luzijade, Don Kihota,

kákošne Parnasa pota -

slep je, kdor se s petjam ukvarja.

Káj Petrarkov, káj nam Tasov

treba pevcov je prijetnih?

slišim od butic neukretnih

prašat' zdanjih, prednjih časov.

Kómur mar prijetnih glasov

pesem, ki pojó Matjaže,

boje krog hrvaške straže,

mar, kar pevec pel Ilirje,

mal Čebel'ce roji štirje,

Kranjec moj mu osle kaže.

Lani je slepar starino

še prodajal, nosil škatle,

meril platno, trak na vatle,

letos kupi si grajšino.

Naj gre pevec v daljno Kino,

še naprej se pot mu kaže,

naj si s tinto prste maže,

naj ljubezni si obeta,

vneti lepega dekleta,

pevcu vedno sreča laže.

Vèndar peti on ne jenja,

grab'te dnarja vkup gotove,

kupovájte si gradove,

v njih živite brez trpljénja!

Koder se nebo razpenja,

grad je pevca brez vratarja,

v njem zlatnina čista zarja,

srebrnina rosa trave,

s tem posestvam brez težave

on živi, umrjè brez dnarja.

Verzi vseh štirih decim in posledično tudi mota so trohejski osmerci. Rima je ženska po shemi abbaaccddc  (v decimi). Zanimivo je, da se v Cervantesovi Glosi (s katero je bil očitno seznanjen tudi Prešeren, saj Don Kihota omenja že v prvi kitici), pa tudi pri glosah nekaterih drugih španskih pesnikov menjavajo ženske in moške rime, tudi ritem ni tako strogo določen kot pri Prešernu, ki je verz prilagodil slovenščini.
Tako kot v španski literarni zgodovini različni pesniki uporabljajo različne oblike glose, je tudi Koseski v svojem Glosarju uporabil od enovrstičnega mota in ene decime (taka je glosa XXII.) pa vse do šestrvrstičnega mota in posledično šestih decim (glosa XII.).
 XXII.

Kaj postopaš ti za mano?

Prešern.

Kisla se mi je sanjala,

Muza modropevka je

Roko mi v slovo podala,

Rekši de bo prazno vse,

Venca mi ne bo spoznala.

Ter pristavi: Ni ti dano,

Petje v tebi ni dognano;

Svetujem ti, ne kruli več,

Puhla vsa je tvoja reč,

Kaj postopaš ti za mano?
Moto, uporabljen v tej glosi, je vzet iz Prešernove pesmi Dohtar, ki pa je tudi napisana v španski pesniški obliki, romanci. 
 XII. 

Bog jo živi gospodično,

Daj ji hčere, Bog, enake,

Tako krasne, tak cveteče,

Bog ji sine daj junaške,

Zdaj nar lepši pod cesarjem

Roža mi nevesta rase.

Prešern.

Nekdo upa poln in strasti

Gre domu od gostovanja,

Ves veselju je v oblasti,

Od medenih se mu sanja,

Misli s tem hití napasti.

Žarno vnet za svojo mično,

Lepo mlado, kroglolično,

Speši dalej, skorej teče,

Gostoma gredoč izreče:

Bog jo živi gospodično!

Jo podpiraj mojo drago,

Ni na svetu ji prilike,

Najdel bi mnogtero blago,

Nikdar tej spodobne slike,

Deni kar jih je na vago.

Ktera ima lica take,

Slične persi, stegna jake,

Sapno hojo, tak pogled,

Toljko krasa zad in spred?

Daj ji hčere Bog enake.

Hčerke zale, njej prilične,

Duha čiste, serca čutne,

Po lepoti tako dične,

Kakor barve svilorutne,

Svet mikavne, v delu pične.

Bodi lice jim rudeče,

Zretje čuta vse goreče;

Družbi vsaki cvet spomina,

Slavna ko nekdaj Korina,

Tako krasne, tak cveteče.

Tudi sine, to se ve de,

Čverste, krepke korenjake,

Ak se kaj v Evropi zmede,

Razpode de koj oblake

V daljni kraj iz naše srede.

Borbe nam grozé orjaške,

Svade pruske, včasih laške,

De bi moč nam zvesta bila,

Je tedaj velika sila

Bog ji sine daj junaške.

Nada zvesta mi ostane

Serca v jedru clo do smerti,

Dokler starost me ne zmane,

Upu vhodi so odperti,

Rad nesreč pozabim rane.

Dvomb o milki, teh se varjem,

Zmir na isto struno vdarjem:

„Bogme, da! premaga vse,

Bleska, snag in mika je

Zdaj nar lepši pod cesarjem!"

Kot na vertu tulipana,

Medju drevjem jela tenka,

Sije v cvetju svetu znana,

Grekam ko nekdaj Helenka,

V pušbi al Ebreju mana.

Čitam liste, čujem glase,

Vse v okrogu prispozná se,

De nikir je ni enake; —

Prosta graje, dvombe vsake

Roža mi nevesta rase.

## Teme in  motivi v glosi
Najpogostejša tematika, ki se pojavlja v glosah je poezija, položaj in delo pesnika, umetnika,  (ne)odobravanje pesnika s strani okolice, kritika in samokritika pesniških del itd. Problem pesnikove usode je glavna tema Prešernove Glose, razlaga pa jo v romantičnem smislu – pesnik je ustvarjalec lepote, zato živi odmaknjeno od vsakdanjega sveta. Poleg tega se lahko pojavljajo tudi teme, kot je ljubezen ali pa domoljubje. Domoljubna je na primer XVII. glosa J. V. Koseskega, v kateri prepoznamo tudi elemente avtocitatnosti:
 Je Slovenja mirna gora,

Sreč in del prijazni zneski,

Včasih tujcu reči mora:

Snežne kepe niso treski.

Le preglejmo to deželo,

Vse razmere pretehtvaje;

Nič ni puhlo, ništa velo,

Najdeš blagor na vse kraje,

Bo se cvetje vse ti zdelo.

Brez prideržka, brez upora

Vsak previžan biti mora,

De na zemlji avstrijanski —

Izuzemši šunder lanski —

Je Slovenja mirna gora.

Ak pogledamo v grašine,

Na vasí in sel planjave,

Na divice, čverste sine,

Trate polne rož in trave,

Nam veselje v serce šine.

Vse je celo, ne obrezki,

Blagostanja vse so bleski,

To so dela, uma, truda

Plodonosne nove čuda,

Sreč in del prijazni zneski.

Tujstvo pak nad nami gode,

Mu zavid ne da pokoja,

Veselí se naše škode,

Pazi kam je gled al hoja,

Razodelo če se bode.

Votliga ko hrupi štora

Nam pretč napad pomora;

Tak Slovenja kako grenko,

Raj debelo, ko pretenko,

Včasih tujcu reči mora.

Guljo pevce stare, mlade,

Tud Koseski jim ne vstreže,

Pravjo: Ta le drugim krade,

Slovam glave, repe reže,

Lastnih peti on ne znade.

Kaj pa reče k tem Koseski?

On molčí pri pisni deski,

Tuhta dalej, ter prevdari:

To so puhi, nikda kvari,

Snežne kepe niso treski.
Tema pesmi je razvidna že iz mota, ta navadno vsebuje bistvo pesmi, napoveduje njeno temo, idejo, razpoloženje, namen, motiv. Vsak verz mota pa kot zadnji verz posamezne decime le-to zaključuje in povzame njeno vsebino.
Pri Župančičevi Glosi tako iz mota vidimo, da bo tema, kot je za gloso najbolj značilno, poezija, položaj pesnika, pesniško ustvarjanje, opazimo pa tudi, da v pesmi uporabi ostrejši, očitajoč ton, saj je nastala tudi kot odziv na literarne kritike:
 Le ne uči pevcev peti!

Mar učil boš cvesti veje?

Ptič na veji se ti smeje,

jaz sem pred teboj na sveti!